# Gervasio e Protasio
Gervasio e Protasio (morti a Milano nel III secolo), detti anche Gervaso e Protaso, furono due fratelli milanesi, martiri del Cristianesimo e pertanto venerati come santi dalla Chiesa cattolica e dalla Chiesa ortodossa.
La tradizione vuole che siano stati figli di san Vitale e santa Valeria.

## Agiografia

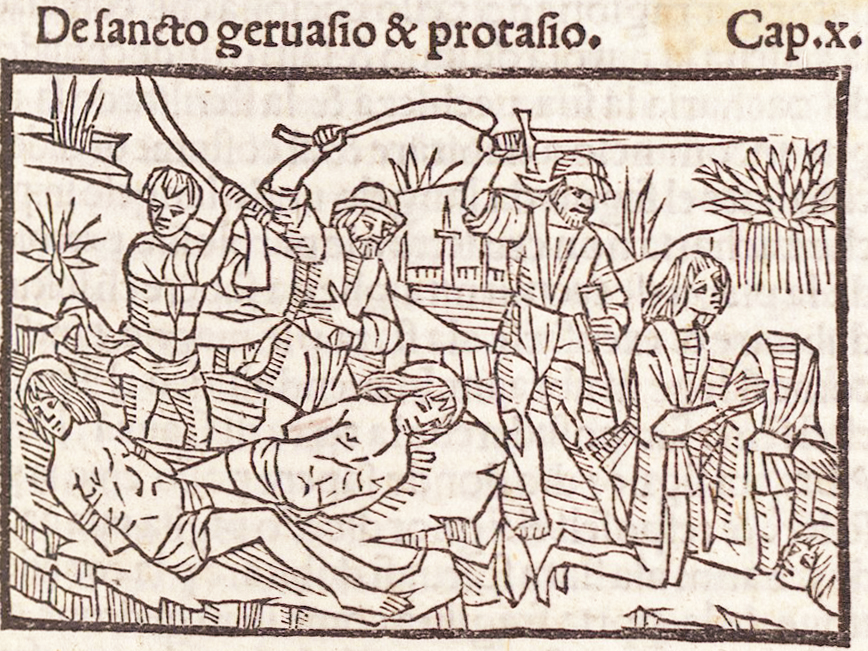
Il martirio di Gervasio e Protasio nella Legenda Aurea (1497)

Le notizie sulla loro vita si perdono nel tempo e sono giunti a noi solo pochissimi documenti. Non si conosce con certezza il momento storico in cui vissero: secondo una tradizione avrebbero professato la loro fede durante l'impero di Nerone e sarebbero stati convertiti al Cristianesimo, assieme ai loro genitori, dal vescovo di Milano san Caio.
Più probabile invece posizionare temporalmente le loro vite nella metà del III secolo, durante le persecuzioni nei confronti dei cristiani di Decio o Valeriano oppure qualche anno dopo, durante la persecuzione di Diocleziano.
Durante il V secolo un autore anonimo ne ha composto la Passio, dalla quale è possibile ricavare alcune notizie sulla loro esistenza, rimanendo però sempre al limite tra leggenda e realtà. La Passio racconta che anche i loro genitori furono martiri della cristianità. Il padre Vitale di Milano venne ucciso mentre si trovava a Ravenna e la madre Valeria fu assassinata sulla via di ritorno per Milano. Appena venuti a conoscenza della morte dei genitori non pianificarono nessuna vendetta, anzi decisero di vendere tutti i beni di famiglia per distribuire il ricavato ai poveri di Milano. Passarono poi dieci anni della loro vita a pregare, meditare e professare tutti i dettami della cristianità.
Quando il generale Anastaso passò con le sue truppe nella città, li denunciò come cristiani e li additò come persone da punire e da redimere. I due fratelli furono arrestati, torturati ed umiliati. A Protasio fu tagliata la testa con un colpo di spada, mentre Gervasio morì a seguito dei numerosi colpi di flagello ricevuti.

## Culto

### Le reliquie

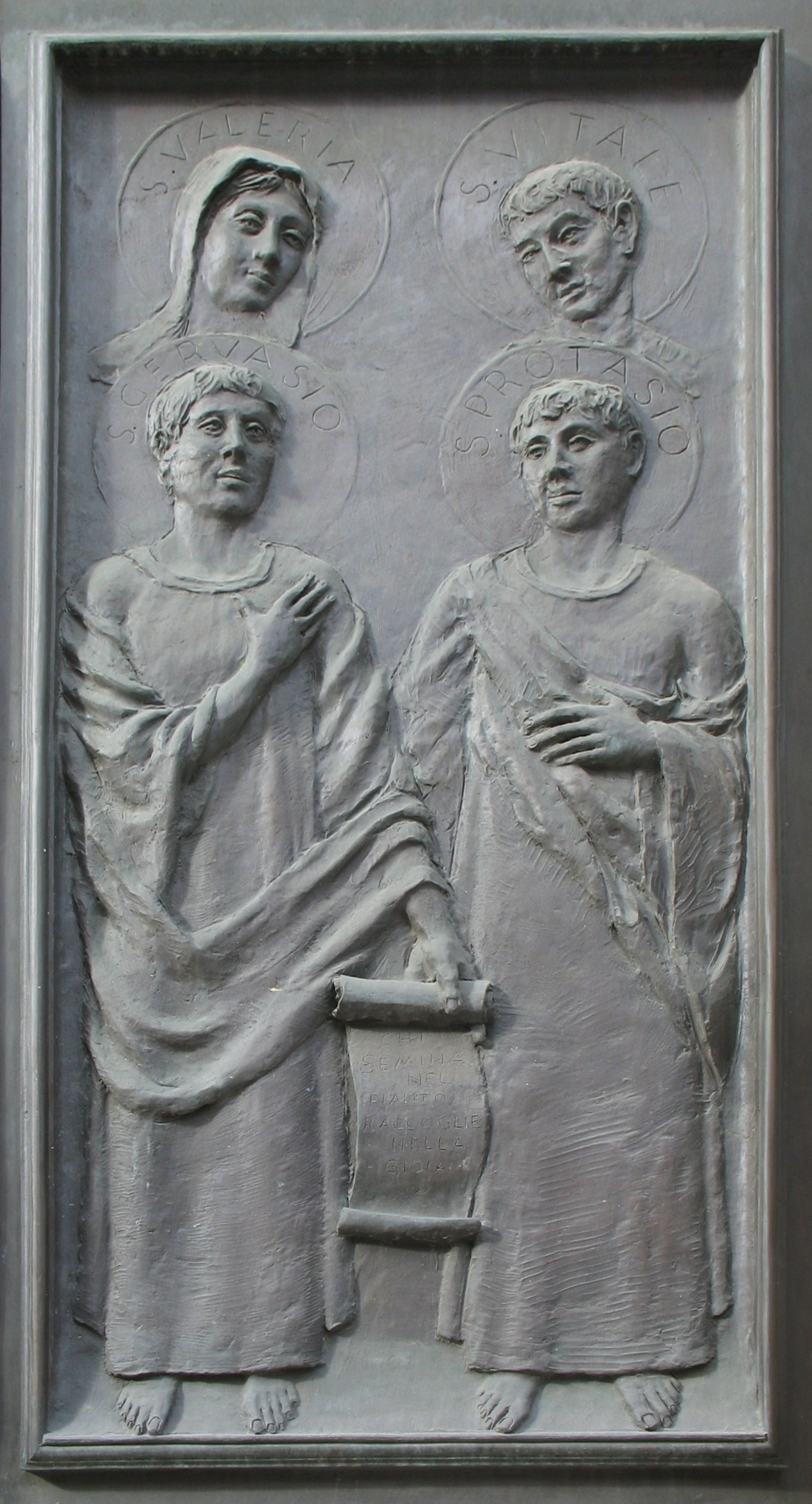
Raffigurazioni dei santi Gervasio e Protasio nel portone della basilica dei Santi Gervasio e Protasio di Rapallo

I loro corpi furono ritrovati il 17 giugno 386 nell'antica zona cimiteriale, che oggi è compresa tra la caserma Garibaldi della Polizia di Stato e l'Università Cattolica, grazie ad uno scavo commissionato dal vescovo Ambrogio di Milano. Nessuno conosceva l'identità delle due spoglie, il loro ricordo era andato quasi completamente perduto. Paolino di Milano, segretario e biografo di Ambrogio, narra che i due corpi furono riconosciuti grazie a una rivelazione che lo stesso Ambrogio ebbe; in realtà Ambrogio, nelle lettere alla sorella Marcellina, affermò di avere avuto un presentimento e non una vera e propria rivelazione:
(Ambrogio, Lettera 77 a Marcellina, 1-2)
Ambrogio descrive il ritrovamento dei corpi di «due uomini di straordinaria statura», dei quali «tutte le ossa erano intatte, moltissimo era il sangue». All'immediato concorso dei fedeli seguì la profumazione dei corpi e il trasferimento nella basilica di Fausta; il giorno successivo le salme vennero traslate nella Basilica Martyrum (l'attuale basilica di Sant'Ambrogio), fatta costruire da Ambrogio stesso in una zona in cui erano stati sepolti i cristiani martirizzati dalle persecuzioni romane. Con la deposizione delle reliquie di Gervasio e Protasio nella nuova basilica Ambrogio introdusse, per la prima volta nella tradizione della Chiesa occidentale, la traslazione dei corpi dei martiri a scopo liturgico, secondo quanto già in uso in Oriente. Egli stesso racconta nei suoi scritti che alla traslazione delle reliquie partecipò una grande folla e che durante la traslazione avvenne la guarigione di un cieco di nome Severo, che affermò di avere riacquistato la vista dopo avere toccato la veste che copriva una delle reliquie. Il 19 giugno Ambrogio consacrò ufficialmente la Basilica Martyrum con l'elezione a santi di Gervasio e Protasio e con la deposizione delle loro reliquie in un grande loculo posto sotto l'altare.
Il ritrovamento delle reliquie di Gervasio e Protasio fu determinante per Ambrogio nel guadagnare l'approvazione dei fedeli cristiani di Milano nella controversia con gli ariani, che in quegli anni costituivano a Milano un numeroso gruppo in opposizione al vescovo cattolico. Effettivamente fu nel 386 che il contrasto con gli ariani toccò il punto di massima tensione, prima di risolversi decisamente a favore di Ambrogio.
Attorno al VI secolo molto probabilmente venne effettuata una ricognizione dei loro corpi. Nell'835 in occasione del rifacimento della basilica di Sant'Ambrogio ad opera di Angilberto II le spoglie dei due fratelli e quelle di Ambrogio furono rimosse dai loculi e poste in un'unica urna di porfido.
Il 13 gennaio 1864 fu fatta un'attenta ricognizione delle zone sottostanti l'altare della basilica di Sant'Ambrogio. Trovarono i due loculi vuoti, uno grande, dedicato ai due santi e uno più piccolo dedicato alle spoglie di sant'Ambrogio. L'8 agosto 1871 l'urna di porfido venne aperta: risultava quasi completamente piena d'acqua stranamente limpidissima, sul fondo stavano adagiati 3 scheletri che furono attribuiti ad Ambrogio, Gervasio e Protasio. Il 14 maggio 1874 le reliquie dei santi furono deposte in una nuova urna più preziosa, in argento e cristallo.
Nel 2018 è stata fatta una ricognizione delle spoglie dei tre santi, coordinata dalla professoressa Cristina Cattaneo. Gli scheletri attribuiti a Gervasio e Protasio mostrano una significativa somiglianza morfologica e segni compatibili con il martirio ricordato dalla tradizione.

### Ricorrenze

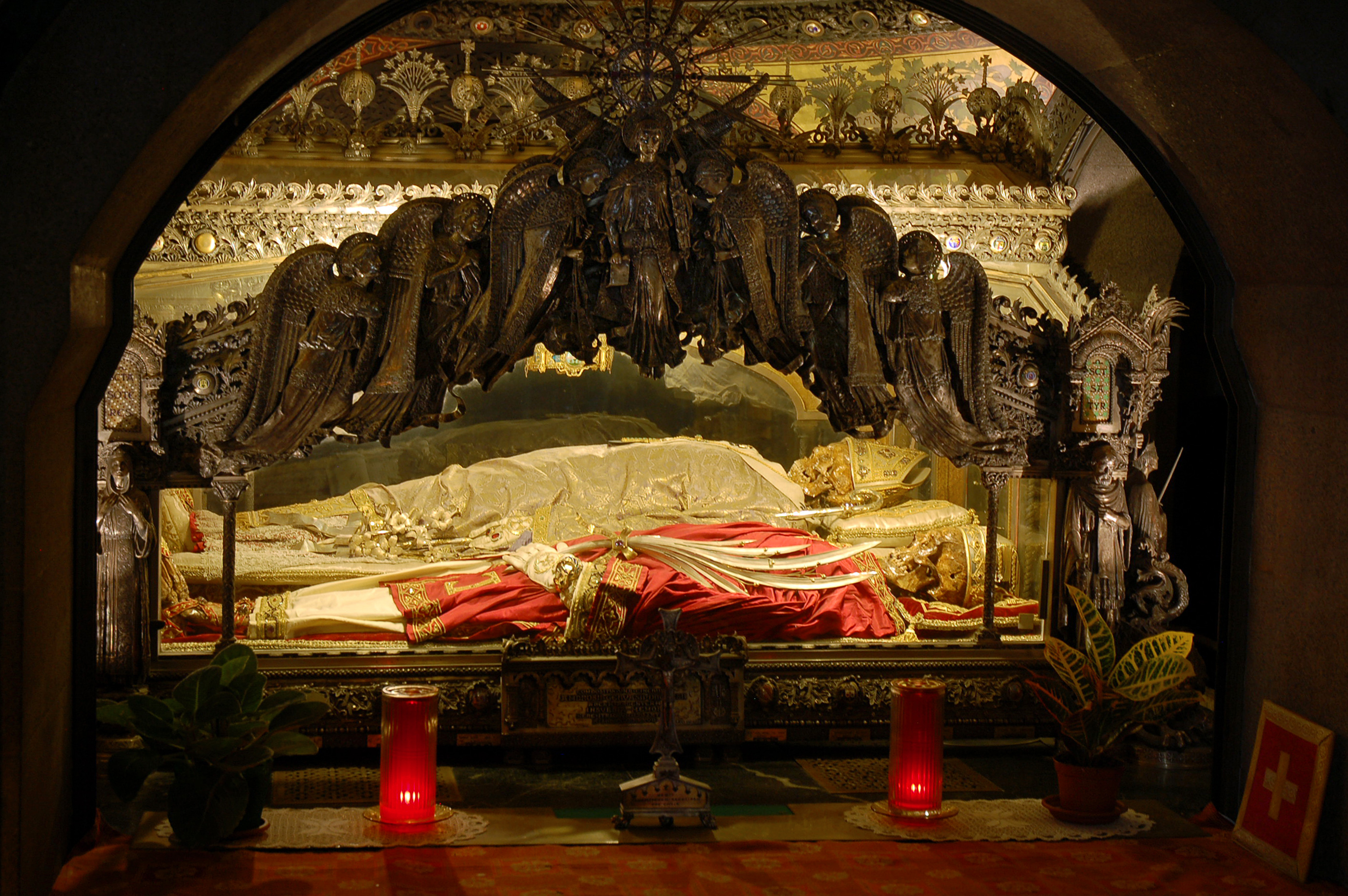
Spoglie mortali di Ambrogio e Gervasio, rivestite in paramenti liturgici, nella cripta della basilica di Sant'Ambrogio a Milano

Dal ritrovamento dei corpi dei due santi iniziò a diffondersi il loro culto, inizialmente nelle città del nord: Brescia e Ravenna per poi giungere fino a Roma dove, durante il pontificato di Innocenzo I, venne eretta una chiesa in loro nome, ora intitolata a san Vitale. La loro popolarità si diffuse nel Mediterraneo.
Il 19 giugno è la data della loro commemorazione liturgica, scelta in memoria della traslazione delle reliquie.
(Martirologio Romano)

### Chiese dedicate ai santi Gervasio e Protasio
A Firenze, (in zona stadio), sorge una chiesa di San Gervasio e Protasio, rifacimento degli anni ’50 di  una antica chiesa che sorgeva su una cappella la cui fondazione si ascrive a Sant'Ambrogio e San Zanobi. All’interno custodisce  importanti opere di Santi di Tito, Ercole Procaccini ed altri. Fra le moderne i santi Gervasio e Protasio di Alfredo Cifariello, una Crocifissione di Gianni Oliveti, la grande Porta della Trinità, in bronzo e rovere dello stesso autore, e molte altre minori. Sotto l'altare due ampolle - che la tradizione vuole portate da Sant'Ambrogio - con il sangue dei due martiri.
A Venezia importante per il suo valore artistico è la Chiesa di San Trovaso che altro non è che il nome che i veneziani hanno dato ai santi Gervasio e Protasio. La chiesa, tra l'altro, contiene cinque teleri del Tintoretto.
A Maleo, piccolo borgo in provincia di Lodi, nel 1576 fu eretta una chiesa in onore dei due santi. 
A San Trovaso, frazione di Preganziol (in provincia di Treviso), nella vecchia chiesa parrocchiale troviamo la pala dell'altare maggiore raffigurante i santi Gervasio e Protasio, opera di Girolamo da Santacroce.
A Pavia, la chiesa dei Santi Gervasio e Protasio è la più antica della città, fondata nel IV secolo, e scelta come luogo di sepoltura dai re longobardi Clefi e Autari. La città lombarda di Parabiago, in provincia di Milano, ha nella chiesa parrocchiale dei Santi Gervaso e Protaso (nome con cui i santi sono conosciuti nel luogo) la sua chiesa principale. Così anche a Novate Milanese. I due santi sono anche i patroni della città. 
Sempre di origine longobarda (VI secolo) è anche la fondazione della Pieve dei Santi Gervasio e Protasio nel paese di Nimis, in provincia di Udine. 
In Ossola, la città di Domodossola ha come chiesa più importante la chiesa parrocchiale dei Santi Gervasio e Protasio. Tra varie altre opere, vi è conservata un'importante tela di Tanzio da Varallo: San Carlo Borromeo comunica gli appestati.
Inoltre nella ridente cittadina di Vercurago, in provincia di Lecco, è situata la chiesa parrocchiale dedicata ai due martiri milanesi Ss. Gervasio e Protasio raffigurati da due statue lignee.
La Chiesa parrocchiale di Macherio (MB) è dedicata ai Santi Gervaso e Protaso.
La Chiesa parrocchiale di Ossimo Superiore (BS) è dedicata ai Santi Gervasio e Protasio.
Un'importante e molto frequentata chiesa dedicata ai Santi Gervasio e Protasio si trova in località Tabiano Castello, nel comune di Salsomaggiore Terme (PR).
A Valloria, frazione di Prelà (Imperia), è presente la chiesa parrocchiale dei Santi Gervasio e Protasio. Al suo interno è conservato il polittico con "Madonna, San Pietro e San Paolo, sopra la Pietà, San Giovanni Battista e San Bernardo di Mentone", prima opera conosciuta (1523) del pittore ligure Agostino Casanova

### Altri monumenti
- Porta San Gervasio è uno degli ingressi alla antica cerchia muraria di Lucca. Originariamente intitolata a san Gervasio e Protasio, oggi è detta solo San Gervasio. Le antiche mura oggi non sono più visibili, in quanto sono state demolite per realizzare un'opera difensiva più imponente che corrisponde alle attuali mura rinascimentali. Porta San Gervasio restò però in piedi, assieme a porta dei Borghi, a testimoniare il tracciato delle antiche mura.

### Patronati
Gervasio e Protasio sono santi patroni dei seguenti comuni o frazioni italiane:
- Bariano (BG)
- Baveno (VB)
- Bormio (SO)
- Caglio (CO)
- Cadempino (Canton Ticino) (Svizzera)
- Campagnola Emilia (RE)
- Capriate San Gervasio (BG)
- Carpenedo (VE)
- Casso (PN)
- Città della Pieve (PG)
- Clusane Sul Lago (BS)
- Cologne (BS)
- Cortenova (LC)
- Denno (TN)
- Domodossola (VB)
- Dosolo (MN)
- Galliate Lombardo (VA)
- Giovenzano di Vellezzo Bellini (PV)
- Granozzo con Monticello (NO)
- Gorgonzola (MI)
- Macherio (MB)
- Maleo (LO)
- Massignano (AP)
- Mereta frazione di Isola del Cantone (SV)
- Montebello della Battaglia (PV)
- Nimis (UD)
- None (TO)
- Novate Milanese (MI)
- Ossimo (BS)
- Parabiago (MI)
- Poncarale (BS)
- Prosito (Canton Ticino) (Svizzera)
- Roccafranca (BS)
- San Trovaso (TV)
- Saltrio (VA)
- San Gervasio Bresciano (BS)
- Seveso (MB)
- Sondrio
- Spirano (BG)
- Trasquera (VB)
- Tregasio (MB)
- Torri di Quartesolo (VI)
- Vercurago (LC)
- Virgoletta di Villafranca in Lunigiana (MS)
- Villaricca (NA)